# Islandia en los Juegos Olímpicos de Melbourne 1956
Islandia estuvo representada en los Juegos Olímpicos de Melbourne 1956 por un total de 2 deportistas que compitieron en atletismo.  
El portador de la bandera en la ceremonia de apertura fue el atleta Vilhjálmur Einarsson.

## Medallistas
El equipo olímpico islandés obtuvo las siguientes medallas:
| Nombre               | Deporte   | Competición    |
| -------------------- | --------- | -------------- |
| Oro                  |           |                |
| —                    |           |                |
| Plata                |           |                |
| Vilhjálmur Einarsson | Atletismo | Triple salto M |
| Bronce               |           |                |
| —                    |           |                |